# Georg Pfligersdorffer
Georg Pfligersdorffer (* 12. Juni 1916 in Wiener Neustadt; † 22. Jänner 2005 in Salzburg) war ein österreichischer Altphilologe. 

## Leben
Pfligersdorffer arbeitete von 1950 bis 1958 am Thesaurus Linguae Latinae in München. Er habilitierte sich 1956 an der Universität München für Klassische Philologie. 1958 erhielt er eine bezahlte Dozentur, 1960 wurde er zum außerordentlichen Professor ernannt. 1965 folgte ein Ruf auf den Lehrstuhl für Klassische Philologie an die Universität Salzburg, an der er bereits im Jahr zuvor eine Gastprofessur innehatte. Dort lenkte er zudem lange Jahre als Prodekan und später als Dekan die Geschicke seiner Fakultät. Seit 1977 war er überdies Präsident des Internationalen Forschungszentrums für Grundfragen der Wissenschaft in Salzburg. Dabei bemühte er sich stets, die Universität im Sinne einer Altstadt-Universität in das kulturelle Leben der Stadt Salzburg zu integrieren. 
Seine Forschungsschwerpunkte waren vor allem die kaiserzeitliche und frühchristliche lateinische Literatur sowie die antike Philosophie. Einen großen Teil seiner Studien widmete er dabei der Arbeit an den Schriften Augustins. Eine weitere, nicht unbedeutende Facette der Arbeiten Georg Pfligersdorffers stellen jene Schriften dar, die Forscherpersönlichkeiten des 19. Jahrhunderts wie beispielsweise Anton Prokesch von Osten oder Alexander v. Warsberg gewidmet sind. Den Böhmerwald und das Mühlviertel, Heimat des von ihm so geschätzten Dichters, Malers und Kulturbeamten Adalbert Stifter, hatte Pfligersdorffer zum Gegenstand seiner mit vielen Wanderungen verbundenen Studien gemacht, in denen sich seine besondere Vorliebe um die Geographie spiegelt, wie überhaupt die historische Geographie in seinen Lehrveranstaltungen und zahlreichen Exkursionen nach Griechenland mit den Studierenden und Freunden des Instituts stets zur Geltung kam, auch in Zusammenarbeit mit dem Geographischen Institut der Universität Salzburg. Schließlich sollte noch auf eine Publikation eigens hingewiesen werden, die im Zuge der Forschungen um Troja leider zu wenig von der Fachwissenschaft berücksichtigt wurde, obwohl in den Akademieschriften der Universität Göttingen 1985 erschienen.
Pfligersdorffer, der 1980 zum korrespondierenden Mitglied der Akademie der Wissenschaften zu Göttingen gewählt wurde, erhielt für seine Verdienste um die Wissenschaft 1981 das Silberne und 1986 schließlich das Goldene Ehrenzeichen des Landes Salzburg. 1987 wurde er zudem mit dem Österreichischen Ehrenkreuz für Wissenschaft und Kunst I. Klasse und 1996 mit dem griechischen Phönix-Orden des Kommandeursranges ausgezeichnet.
Seit 1973 war er Ehrenmitglied der katholischen Studentenverbindung KÖHV Rheno-Juvavia Salzburg im ÖCV.

## Schriften (Auswahl)
- Studien zu Poseidonios, 1959.
- Politik und Muße. Zum Proömium und Einleitungsgespräch von Ciceros De re publica., W. Fink, München 1969.
- Der Böhmerwald in Schilderungen der Stifterzeit, SchrR Stifter Inst Linz 30, Linz 1977.
- Zweierlei Troja, Nachr Akad Wiss Göttingen 8, 1985.
- Ferdinand v. Hochstetter, Böhmerwaldzeichnungen aus 1853, Salzburg 1986.
- Augustino Praeceptori. Gesammelte Aufsätze zu Augustinus, 1987.
- Itinera Salisburgensia. Gesammelte Aufsätze zur Antike und ihrem Nachwirken, 1999.
- Mitherausgeberschaft: Christliche Philosophen im Katholischen Denken des 19. und 20. Jahrhunderte, Bd. 1–3, 1987–90.

## Nachruf
- E. M. Ruprechtsberger: Zum Gedenken Georg Pfligersdorffer, in: Jahrbuch Adalbert-Stifter-Institut des Landes Oberösterreich 13, Linz 2006, S. 89–91.